# Bjørn Helland-Hansen

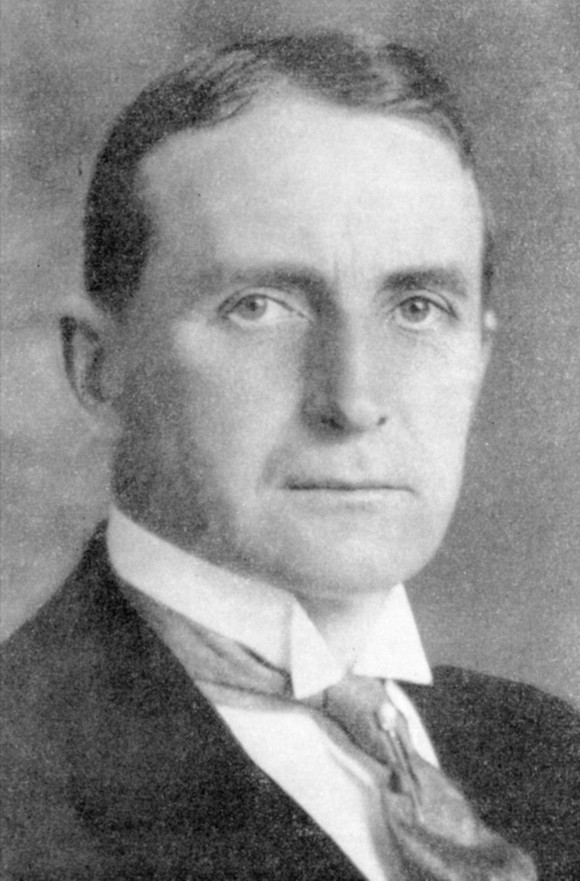
Bjørn Helland-Hansen.

Bjørn Helland-Hansen (* 16. Oktober 1877 in Christiania (heute Oslo); † 7. September 1957 in Bergen) war ein norwegischer Pionier auf dem Gebiet der modernen Ozeanografie. Er erforschte klimatologische Schwankungen des Nordatlantiks und in der Atmosphäre. 1915 wurde er Professor für Ozeanographie an der Universität Bergen und 1917 zugleich Direktor des Instituts für Geophysik. 1939 wurde er Präsident der Internationalen Union für Geodäsie und Geophysik.
1933 wurde er mit der Alexander-Agassiz-Medaille der National Academy of Sciences ausgezeichnet.
1934 wurde er zum Ehrenmitglied (Honorary Fellow) der Royal Society of Edinburgh gewählt. 1939 wurde er korrespondierendes Mitglied der Preußischen Akademie der Wissenschaften und 1947 auswärtiges Mitglied der National Academy of Sciences.
1910 entwickelte er das „Helland-Hansen-Photometer“, das an Bord des Forschungsschiffs Michael Sars eingesetzt wurde. Es wurde erstmals in der Nähe der Azoren in einer Tiefe zwischen 500 und 700 Meter eingesetzt.
Der norwegische Polarforscher Roald Amundsen benannte 1911 die Helland-Hansen-Schulter nach ihm, einen Gebirgskamm in Antarktika.